# مجلس هلند
مجلس هلند (به هلندی: Staten-Generaal)، قوه مقننه دو مجلسی هلند می‌باشد که از مجلس علیا (سنا) و مجلس سفلی (مجلس نمایندگان) تشکیل شده است. اعضای مجلس علیا به‌طور غیرمستقیم و توسط شورای استان‌ها و اعضای مجلس سفلی با رأی مستقیم مردم انتخاب می‌گردند. تمام شهروندان هلندی بالای ۱۸ سال می‌توانند در انتخابات مجلس سفلی و شورای استان‌ها شرکت کنند.
مقر مجلس هلند در شهر لاهه واقع شده است.

## ساختار
مجلس سفلی نسبت به مجلس علیا نقش سیاسی پررنگ‌تری دارد. مجلس سفلی می‌تواند لایحه‌ها را تغییر داده یا آن‌ها را اصلاح کند اما مجلس علیا فاقد این ویژگی است و تنها می‌تواند نظرهای کلی را پیرامون لایحه‌ها به مجلس سفلی ابراز کند. اگر میان دولت و نمایندگان مجلس عدم توافقی پیش آید، دولت استعفا می‌کند و ملکه یا پادشاه نخست‌وزیر جدید را تعیین می‌کنند. چنانچه مقام پادشاه با استعفای دولت موافقت نکند، مجلس منحل و انتخابات جدیدی برگزار می‌گردد و ادامهٔ کار دولت تنها زمانی میسر است که با دو مجلس (به‌ویژه مجلس دوم یا مجلس سفلی) همکاری کامل داشته باشد.

## نگارخانه

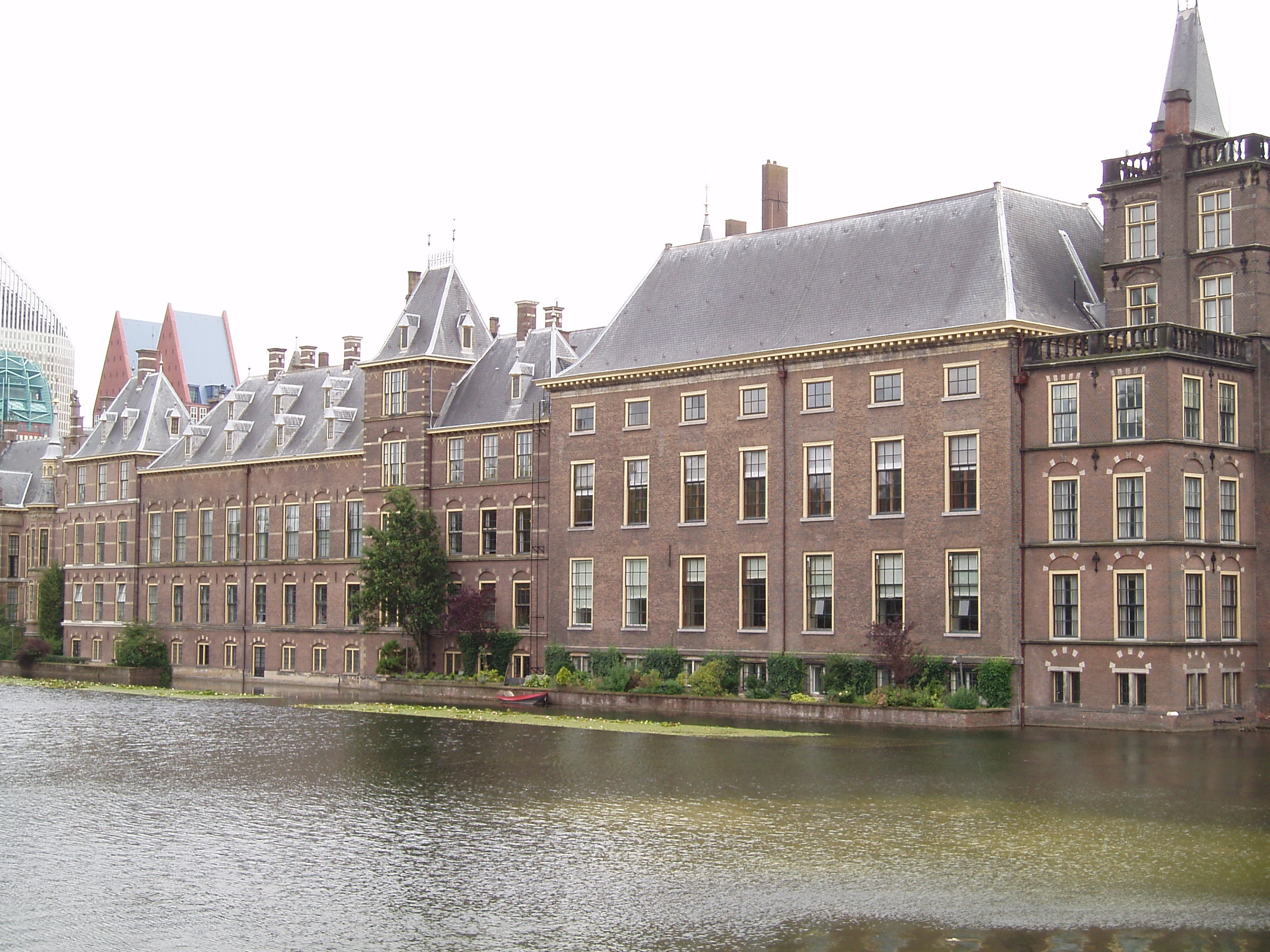
ساختمان مجلس سنا
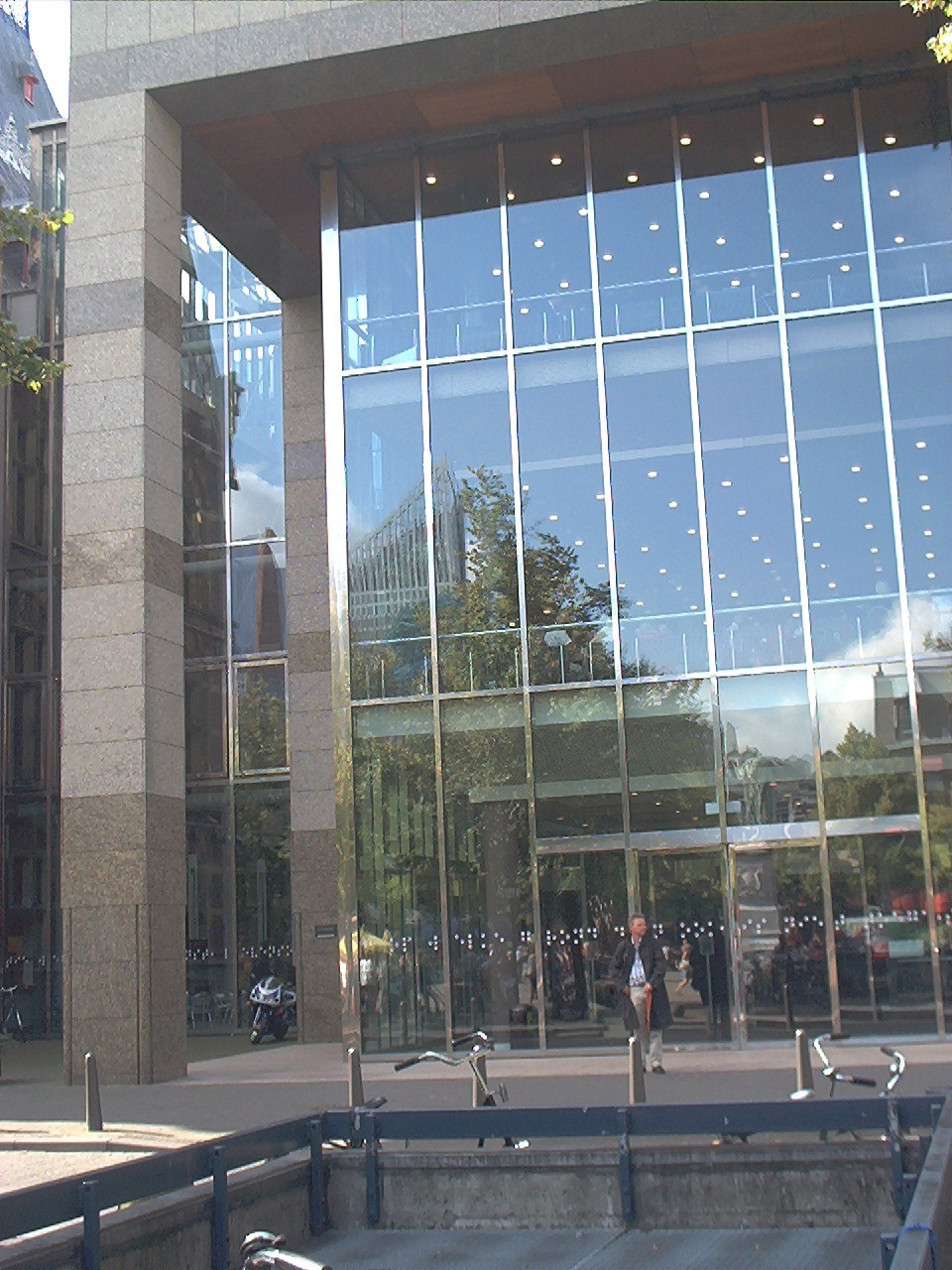
ساختمان مجلس نمایندگان